# Matlock (Fernsehserie)
Matlock ist eine US-amerikanische Krimi- und Justizserie, von der in den Jahren 1986 bis 1995 insgesamt 195 Folgen in insgesamt neun Staffeln auf zwei US-Sendern entstanden. Die Serie lief vom 23. September 1986 bis zum 8. Mai 1992 auf dem US-amerikanischen Fernsehsender NBC; ab dem 5. November 1992 bis zum 7. Mai 1995 wechselte Matlock dann auf den amerikanischen Sender ABC.
Als Matlock ab 1986 auf NBC ausgestrahlt wurde, übernahm die Serie den bisherigen Sendeplatz des A-Teams. 1997 kehrte Andy Griffith als Ben Matlock noch einmal auf die Bildschirme zurück, diesmal jedoch als Gast einer Doppelfolge in der Serie Diagnose: Mord mit dem Titel Matlock, Helfer in der Not (Originaltitel: Murder Two).

## Handlung
Die Serie handelt von dem Witwer Benjamin Leighton „Ben“ Matlock, gespielt von Andy Griffith. Matlock ist ein älterer, renommierter Strafverteidiger in Atlanta. Er hat stets mit Mordfällen zu tun, in denen Unschuldige verdächtigt und vor Gericht angeklagt werden. Matlock wird mit der Verteidigung dieses Unschuldigen beauftragt und klärt mit Hilfe seiner Mitarbeiter die wahre Sachlage auf. In einem dramatischen Finale im Gerichtssaal wird der tatsächliche Täter entlarvt und der Mandant von Matlock somit entlastet.
Matlock hat so fast alle seine Mandate gewonnen.
Im Gegensatz zu vielen anderen amerikanischen Krimiserien kommt diese ohne (gezeigte) Gewalt und Verfolgungsjagden aus und ähnelt daher Serien wie Columbo oder Mord ist ihr Hobby. Die Struktur der erzählten Geschichten ähnelt der älteren Fernsehserie Perry Mason.

## Zur Person Ben Matlock
Matlock studierte Rechtswissenschaften an der Harvard-Universität und gründete anschließend seine Kanzlei in Atlanta. Ein Markenzeichen Matlocks sind seine hellgrauen Anzüge und seine Affinität für Automobile der Marke Ford.
Matlock trägt fast immer dieselbe Sorte weißgrauer Anzüge und hat eine ausgeprägte Vorliebe für Hot Dogs.
Zum Teil wird das durch seine einfache Herkunft erklärt, die er nach eigener Aussage weder auf der Universität noch später ablegen konnte und wollte, er schätzt das Einfache und Beschauliche. Trotz seines Erfolges als Anwalt bleibt er stets sparsam, ja sogar ziemlich knauserig, und vermeidet jede Ausgabe, die in seinen Augen nicht unbedingt notwendig ist. Unterhaltungsmaßnahmen am Haus lässt er zum Beispiel nie professionell erledigen, sondern von umherziehenden Wanderarbeitern und dergleichen; um einen einfachen Strafzettel abzuwenden, zieht er schon mal vor Gericht – wo er in diesen Fällen jedoch immer verliert. In der Folge „Sein erster Mandant“ (Staffel 8) erfährt man zudem, dass Hot Dogs bereits als junger Mann sein Lieblingsessen waren. Im Gegensatz dazu wird in seinem Gastauftritt in Diagnose: Mord diese Vorliebe dadurch erklärt, dass ihn 1969 ein Tipp seines damaligen Freundes Mark Sloan, seine Ersparnisse in die (leider sehr kurzlebige) 8-Spur-Kassettenbranche zu investieren, fast in den Ruin getrieben hatte und er sich dadurch nur billigere Kost leisten konnte, bis er sich endlich als erfolgreicher Strafverteidiger profilieren konnte.

## Charaktere
Durchgängig spielt in der Serie nur Ben Matlock mit. Andere Mitwirkende verließen die Serie frühzeitig oder kamen erst später hinzu.
| Staffel (Folge)          | 1 (01–25) | 1 (01–25) | 1 (01–25) | 1 (01–25) | 1 (01–25) | 1 (01–25) | 1 (01–25) | 1 (01–25) | 1 (01–25) | 1 (01–25) | 1 (01–25) | 1 (01–25) | 1 (01–25) | 1 (01–25) | 1 (01–25) | 1 (01–25) | 1 (01–25) | 1 (01–25) | 1 (01–25) | 1 (01–25) | 2 (26–49) | 2 (26–49) | 2 (26–49) | 2 (26–49) | 2 (26–49) | 2 (26–49) | 2 (26–49) | 2 (26–49) | 2 (26–49) | 2 (26–49) | 2 (26–49) | 2 (26–49) | 2 (26–49) | 2 (26–49) | 2 (26–49) | 2 (26–49) | 2 (26–49) | 2 (26–49) | 2 (26–49) | 2 (26–49) | 3 (50–69) | 3 (50–69) | 3 (50–69) | 3 (50–69) | 3 (50–69) | 3 (50–69) | 3 (50–69) | 3 (50–69) | 3 (50–69) | 3 (50–69) | 3 (50–69) | 3 (50–69) | 3 (50–69) | 3 (50–69) | 3 (50–69) | 3 (50–69) | 3 (50–69) | 3 (50–69) | 3 (50–69) | 3 (50–69) | 4 (70–93) | 4 (70–93) | 4 (70–93) | 4 (70–93) | 4 (70–93) | 4 (70–93) | 4 (70–93) | 4 (70–93) | 4 (70–93) | 4 (70–93) | 4 (70–93) | 4 (70–93) | 4 (70–93) | 4 (70–93) | 4 (70–93) | 4 (70–93) | 4 (70–93) | 4 (70–93) | 4 (70–93) | 4 (70–93) | 5 (94–115) | 5 (94–115) | 5 (94–115) | 5 (94–115) | 5 (94–115) | 5 (94–115) | 5 (94–115) | 5 (94–115) | 5 (94–115) | 5 (94–115) | 5 (94–115) | 5 (94–115) | 5 (94–115) | 5 (94–115) | 5 (94–115) | 5 (94–115) | 5 (94–115) | 5 (94–115) | 5 (94–115) | 5 (94–115) | 6 (116–137) | 6 (116–137) | 6 (116–137) | 6 (116–137) | 6 (116–137) | 6 (116–137) | 6 (116–137) | 6 (116–137) | 6 (116–137) | 6 (116–137) | 6 (116–137) | 6 (116–137) | 6 (116–137) | 6 (116–137) | 6 (116–137) | 6 (116–137) | 6 (116–137) | 6 (116–137) | 6 (116–137) | 6 (116–137) | 7 (138–155) | 7 (138–155) | 7 (138–155) | 7 (138–155) | 7 (138–155) | 7 (138–155) | 7 (138–155) | 7 (138–155) | 7 (138–155) | 7 (138–155) | 7 (138–155) | 7 (138–155) | 7 (138–155) | 7 (138–155) | 7 (138–155) | 7 (138–155) | 7 (138–155) | 7 (138–155) | 7 (138–155) | 7 (138–155) | 8 (156–177) | 8 (156–177) | 8 (156–177) | 8 (156–177) | 8 (156–177) | 8 (156–177) | 8 (156–177) | 8 (156–177) | 8 (156–177) | 8 (156–177) | 8 (156–177) | 8 (156–177) | 8 (156–177) | 8 (156–177) | 8 (156–177) | 8 (156–177) | 8 (156–177) | 8 (156–177) | 8 (156–177) | 8 (156–177) | 9 (178–195) | 9 (178–195) | 9 (178–195) | 9 (178–195) | 9 (178–195) | 9 (178–195) | 9 (178–195) | 9 (178–195) | 9 (178–195) | 9 (178–195) | 9 (178–195) | 9 (178–195) | 9 (178–195) | 9 (178–195) | 9 (178–195) | 9 (178–195) | 9 (178–195) | 9 (178–195) | 9 (178–195) | 9 (178–195) |
| ------------------------ | --------- | --------- | --------- | --------- | --------- | --------- | --------- | --------- | --------- | --------- | --------- | --------- | --------- | --------- | --------- | --------- | --------- | --------- | --------- | --------- | --------- | --------- | --------- | --------- | --------- | --------- | --------- | --------- | --------- | --------- | --------- | --------- | --------- | --------- | --------- | --------- | --------- | --------- | --------- | --------- | --------- | --------- | --------- | --------- | --------- | --------- | --------- | --------- | --------- | --------- | --------- | --------- | --------- | --------- | --------- | --------- | --------- | --------- | --------- | --------- | --------- | --------- | --------- | --------- | --------- | --------- | --------- | --------- | --------- | --------- | --------- | --------- | --------- | --------- | --------- | --------- | --------- | --------- | --------- | --------- | ---------- | ---------- | ---------- | ---------- | ---------- | ---------- | ---------- | ---------- | ---------- | ---------- | ---------- | ---------- | ---------- | ---------- | ---------- | ---------- | ---------- | ---------- | ---------- | ---------- | ----------- | ----------- | ----------- | ----------- | ----------- | ----------- | ----------- | ----------- | ----------- | ----------- | ----------- | ----------- | ----------- | ----------- | ----------- | ----------- | ----------- | ----------- | ----------- | ----------- | ----------- | ----------- | ----------- | ----------- | ----------- | ----------- | ----------- | ----------- | ----------- | ----------- | ----------- | ----------- | ----------- | ----------- | ----------- | ----------- | ----------- | ----------- | ----------- | ----------- | ----------- | ----------- | ----------- | ----------- | ----------- | ----------- | ----------- | ----------- | ----------- | ----------- | ----------- | ----------- | ----------- | ----------- | ----------- | ----------- | ----------- | ----------- | ----------- | ----------- | ----------- | ----------- | ----------- | ----------- | ----------- | ----------- | ----------- | ----------- | ----------- | ----------- | ----------- | ----------- | ----------- | ----------- | ----------- | ----------- | ----------- | ----------- | ----------- | ----------- |
| Ben Leighton Matlock     | 01–195    | 01–195    | 01–195    | 01–195    | 01–195    | 01–195    | 01–195    | 01–195    | 01–195    | 01–195    | 01–195    | 01–195    | 01–195    | 01–195    | 01–195    | 01–195    | 01–195    | 01–195    | 01–195    | 01–195    | 01–195    | 01–195    | 01–195    | 01–195    | 01–195    | 01–195    | 01–195    | 01–195    | 01–195    | 01–195    | 01–195    | 01–195    | 01–195    | 01–195    | 01–195    | 01–195    | 01–195    | 01–195    | 01–195    | 01–195    | 01–195    | 01–195    | 01–195    | 01–195    | 01–195    | 01–195    | 01–195    | 01–195    | 01–195    | 01–195    | 01–195    | 01–195    | 01–195    | 01–195    | 01–195    | 01–195    | 01–195    | 01–195    | 01–195    | 01–195    | 01–195    | 01–195    | 01–195    | 01–195    | 01–195    | 01–195    | 01–195    | 01–195    | 01–195    | 01–195    | 01–195    | 01–195    | 01–195    | 01–195    | 01–195    | 01–195    | 01–195    | 01–195    | 01–195    | 01–195    | 01–195     | 01–195     | 01–195     | 01–195     | 01–195     | 01–195     | 01–195     | 01–195     | 01–195     | 01–195     | 01–195     | 01–195     | 01–195     | 01–195     | 01–195     | 01–195     | 01–195     | 01–195     | 01–195     | 01–195     | 01–195      | 01–195      | 01–195      | 01–195      | 01–195      | 01–195      | 01–195      | 01–195      | 01–195      | 01–195      | 01–195      | 01–195      | 01–195      | 01–195      | 01–195      | 01–195      | 01–195      | 01–195      | 01–195      | 01–195      | 01–195      | 01–195      | 01–195      | 01–195      | 01–195      | 01–195      | 01–195      | 01–195      | 01–195      | 01–195      | 01–195      | 01–195      | 01–195      | 01–195      | 01–195      | 01–195      | 01–195      | 01–195      | 01–195      | 01–195      | 01–195      | 01–195      | 01–195      | 01–195      | 01–195      | 01–195      | 01–195      | 01–195      | 01–195      | 01–195      | 01–195      | 01–195      | 01–195      | 01–195      | 01–195      | 01–195      | 01–195      | 01–195      | 01–195      | 01–195      | 01–195      | 01–195      | 01–195      | 01–195      | 01–195      | 01–195      | 01–195      | 01–195      | 01–195      | 01–195      | 01–195      | 01–195      | 01–195      | 01–195      | 01–195      | 01–195      | 01–195      | 01–195      | 01–195      | 01–195      |
| Charlene Matlock (S 1)   | 01–25     | 01–25     | 01–25     | 01–25     | 01–25     | 01–25     | 01–25     | 01–25     | 01–25     | 01–25     | 01–25     | 01–25     | 01–25     | 01–25     | 01–25     | 01–25     | 01–25     | 01–25     | 01–25     | 01–25     |           |           |           |           |           |           |           |           |           |           |           |           |           |           |           |           |           |           |           |           |           |           |           |           |           |           |           |           |           |           |           |           |           |           |           |           |           |           |           |           |           |           |           |           |           |           |           |           |           |           |           |           |           |           |           |           |           |           |           |           |            |            |            |            |            |            |            |            |            |            |            |            |            |            |            |            |            |            |            |            |             |             |             |             |             |             |             |             |             |             |             |             |             |             |             |             |             |             |             |             |             |             |             |             |             |             |             |             |             |             |             |             |             |             |             |             |             |             |             |             |             |             |             |             |             |             |             |             |             |             |             |             |             |             |             |             |             |             |             |             |             |             |             |             |             |             |             |             |             |             |             |             |             |             |             |             |             |             |             |             |
| Tyler Hudson (S 1–3)     | 01–69     | 01–69     | 01–69     | 01–69     | 01–69     | 01–69     | 01–69     | 01–69     | 01–69     | 01–69     | 01–69     | 01–69     | 01–69     | 01–69     | 01–69     | 01–69     | 01–69     | 01–69     | 01–69     | 01–69     | 01–69     | 01–69     | 01–69     | 01–69     | 01–69     | 01–69     | 01–69     | 01–69     | 01–69     | 01–69     | 01–69     | 01–69     | 01–69     | 01–69     | 01–69     | 01–69     | 01–69     | 01–69     | 01–69     | 01–69     | 01–69     | 01–69     | 01–69     | 01–69     | 01–69     | 01–69     | 01–69     | 01–69     | 01–69     | 01–69     | 01–69     | 01–69     | 01–69     | 01–69     | 01–69     | 01–69     | 01–69     | 01–69     | 01–69     | 01–69     |           |           |           |           |           |           |           |           |           |           |           |           |           |           |           |           |           |           |           |           |            |            |            |            |            |            |            |            |            |            |            |            |            |            |            |            |            |            |            |            |             |             |             |             |             |             |             |             |             |             |             |             |             |             |             |             |             |             |             |             |             |             |             |             |             |             |             |             |             |             |             |             |             |             |             |             |             |             |             |             |             |             |             |             |             |             |             |             |             |             |             |             |             |             |             |             |             |             |             |             |             |             |             |             |             |             |             |             |             |             |             |             |             |             |             |             |             |             |             |             |
| Julie March (S 2–7)      |           |           |           |           |           |           |           |           |           |           |           |           |           |           |           |           |           |           |           |           | 26–155    | 26–155    | 26–155    | 26–155    | 26–155    | 26–155    | 26–155    | 26–155    | 26–155    | 26–155    | 26–155    | 26–155    | 26–155    | 26–155    | 26–155    | 26–155    | 26–155    | 26–155    | 26–155    | 26–155    | 26–155    | 26–155    | 26–155    | 26–155    | 26–155    | 26–155    | 26–155    | 26–155    | 26–155    | 26–155    | 26–155    | 26–155    | 26–155    | 26–155    | 26–155    | 26–155    | 26–155    | 26–155    | 26–155    | 26–155    | 26–155    | 26–155    | 26–155    | 26–155    | 26–155    | 26–155    | 26–155    | 26–155    | 26–155    | 26–155    | 26–155    | 26–155    | 26–155    | 26–155    | 26–155    | 26–155    | 26–155    | 26–155    | 26–155    | 26–155    | 26–155     | 26–155     | 26–155     | 26–155     | 26–155     | 26–155     | 26–155     | 26–155     | 26–155     | 26–155     | 26–155     | 26–155     | 26–155     | 26–155     | 26–155     | 26–155     | 26–155     | 26–155     | 26–155     | 26–155     | 26–155      | 26–155      | 26–155      | 26–155      | 26–155      | 26–155      | 26–155      | 26–155      | 26–155      | 26–155      | 26–155      | 26–155      | 26–155      | 26–155      | 26–155      | 26–155      | 26–155      | 26–155      | 26–155      | 26–155      | 26–155      | 26–155      | 26–155      | 26–155      | 26–155      | 26–155      | 26–155      | 26–155      | 26–155      | 26–155      | 26–155      | 26–155      | 26–155      | 26–155      | 26–155      | 26–155      | 26–155      | 26–155      | 26–155      | 26–155      |             |             |             |             |             |             |             |             |             |             |             |             |             |             |             |             |             |             |             |             |             |             |             |             |             |             |             |             |             |             |             |             |             |             |             |             |             |             |             |             |
| Cassie Phillips (S 2)    |           |           |           |           |           |           |           |           |           |           |           |           |           |           |           |           |           |           |           |           | 26–49     | 26–49     | 26–49     | 26–49     | 26–49     | 26–49     | 26–49     | 26–49     | 26–49     | 26–49     | 26–49     | 26–49     | 26–49     | 26–49     | 26–49     | 26–49     | 26–49     | 26–49     | 26–49     | 26–49     |           |           |           |           |           |           |           |           |           |           |           |           |           |           |           |           |           |           |           |           |           |           |           |           |           |           |           |           |           |           |           |           |           |           |           |           |           |           |           |           |            |            |            |            |            |            |            |            |            |            |            |            |            |            |            |            |            |            |            |            |             |             |             |             |             |             |             |             |             |             |             |             |             |             |             |             |             |             |             |             |             |             |             |             |             |             |             |             |             |             |             |             |             |             |             |             |             |             |             |             |             |             |             |             |             |             |             |             |             |             |             |             |             |             |             |             |             |             |             |             |             |             |             |             |             |             |             |             |             |             |             |             |             |             |             |             |             |             |             |             |
| Michelle Thomas (S 2–6)  |           |           |           |           |           |           |           |           |           |           |           |           |           |           |           |           |           |           |           |           | 26–137    | 26–137    | 26–137    | 26–137    | 26–137    | 26–137    | 26–137    | 26–137    | 26–137    | 26–137    | 26–137    | 26–137    | 26–137    | 26–137    | 26–137    | 26–137    | 26–137    | 26–137    | 26–137    | 26–137    | 26–137    | 26–137    | 26–137    | 26–137    | 26–137    | 26–137    | 26–137    | 26–137    | 26–137    | 26–137    | 26–137    | 26–137    | 26–137    | 26–137    | 26–137    | 26–137    | 26–137    | 26–137    | 26–137    | 26–137    | 26–137    | 26–137    | 26–137    | 26–137    | 26–137    | 26–137    | 26–137    | 26–137    | 26–137    | 26–137    | 26–137    | 26–137    | 26–137    | 26–137    | 26–137    | 26–137    | 26–137    | 26–137    | 26–137    | 26–137    | 26–137     | 26–137     | 26–137     | 26–137     | 26–137     | 26–137     | 26–137     | 26–137     | 26–137     | 26–137     | 26–137     | 26–137     | 26–137     | 26–137     | 26–137     | 26–137     | 26–137     | 26–137     | 26–137     | 26–137     | 26–137      | 26–137      | 26–137      | 26–137      | 26–137      | 26–137      | 26–137      | 26–137      | 26–137      | 26–137      | 26–137      | 26–137      | 26–137      | 26–137      | 26–137      | 26–137      | 26–137      | 26–137      | 26–137      | 26–137      |             |             |             |             |             |             |             |             |             |             |             |             |             |             |             |             |             |             |             |             |             |             |             |             |             |             |             |             |             |             |             |             |             |             |             |             |             |             |             |             |             |             |             |             |             |             |             |             |             |             |             |             |             |             |             |             |             |             |             |             |
| Les Calhoun (S 3–6)      |           |           |           |           |           |           |           |           |           |           |           |           |           |           |           |           |           |           |           |           |           |           |           |           |           |           |           |           |           |           |           |           |           |           |           |           |           |           |           |           | 50–137    | 50–137    | 50–137    | 50–137    | 50–137    | 50–137    | 50–137    | 50–137    | 50–137    | 50–137    | 50–137    | 50–137    | 50–137    | 50–137    | 50–137    | 50–137    | 50–137    | 50–137    | 50–137    | 50–137    | 50–137    | 50–137    | 50–137    | 50–137    | 50–137    | 50–137    | 50–137    | 50–137    | 50–137    | 50–137    | 50–137    | 50–137    | 50–137    | 50–137    | 50–137    | 50–137    | 50–137    | 50–137    | 50–137    | 50–137    | 50–137     | 50–137     | 50–137     | 50–137     | 50–137     | 50–137     | 50–137     | 50–137     | 50–137     | 50–137     | 50–137     | 50–137     | 50–137     | 50–137     | 50–137     | 50–137     | 50–137     | 50–137     | 50–137     | 50–137     | 50–137      | 50–137      | 50–137      | 50–137      | 50–137      | 50–137      | 50–137      | 50–137      | 50–137      | 50–137      | 50–137      | 50–137      | 50–137      | 50–137      | 50–137      | 50–137      | 50–137      | 50–137      | 50–137      | 50–137      |             |             |             |             |             |             |             |             |             |             |             |             |             |             |             |             |             |             |             |             |             |             |             |             |             |             |             |             |             |             |             |             |             |             |             |             |             |             |             |             |             |             |             |             |             |             |             |             |             |             |             |             |             |             |             |             |             |             |             |             |
| Conrad McMasters (S 4–7) |           |           |           |           |           |           |           |           |           |           |           |           |           |           |           |           |           |           |           |           |           |           |           |           |           |           |           |           |           |           |           |           |           |           |           |           |           |           |           |           |           |           |           |           |           |           |           |           |           |           |           |           |           |           |           |           |           |           |           |           | 70–155    | 70–155    | 70–155    | 70–155    | 70–155    | 70–155    | 70–155    | 70–155    | 70–155    | 70–155    | 70–155    | 70–155    | 70–155    | 70–155    | 70–155    | 70–155    | 70–155    | 70–155    | 70–155    | 70–155    | 70–155     | 70–155     | 70–155     | 70–155     | 70–155     | 70–155     | 70–155     | 70–155     | 70–155     | 70–155     | 70–155     | 70–155     | 70–155     | 70–155     | 70–155     | 70–155     | 70–155     | 70–155     | 70–155     | 70–155     | 70–155      | 70–155      | 70–155      | 70–155      | 70–155      | 70–155      | 70–155      | 70–155      | 70–155      | 70–155      | 70–155      | 70–155      | 70–155      | 70–155      | 70–155      | 70–155      | 70–155      | 70–155      | 70–155      | 70–155      | 70–155      | 70–155      | 70–155      | 70–155      | 70–155      | 70–155      | 70–155      | 70–155      | 70–155      | 70–155      | 70–155      | 70–155      | 70–155      | 70–155      | 70–155      | 70–155      | 70–155      | 70–155      | 70–155      | 70–155      |             |             |             |             |             |             |             |             |             |             |             |             |             |             |             |             |             |             |             |             |             |             |             |             |             |             |             |             |             |             |             |             |             |             |             |             |             |             |             |             |
| Leanne McIntyre (S 6–8)  |           |           |           |           |           |           |           |           |           |           |           |           |           |           |           |           |           |           |           |           |           |           |           |           |           |           |           |           |           |           |           |           |           |           |           |           |           |           |           |           |           |           |           |           |           |           |           |           |           |           |           |           |           |           |           |           |           |           |           |           |           |           |           |           |           |           |           |           |           |           |           |           |           |           |           |           |           |           |           |           |            |            |            |            |            |            |            |            |            |            |            |            |            |            |            |            |            |            |            |            | 136–177     | 136–177     | 136–177     | 136–177     | 136–177     | 136–177     | 136–177     | 136–177     | 136–177     | 136–177     | 136–177     | 136–177     | 136–177     | 136–177     | 136–177     | 136–177     | 136–177     | 136–177     | 136–177     | 136–177     | 136–177     | 136–177     | 136–177     | 136–177     | 136–177     | 136–177     | 136–177     | 136–177     | 136–177     | 136–177     | 136–177     | 136–177     | 136–177     | 136–177     | 136–177     | 136–177     | 136–177     | 136–177     | 136–177     | 136–177     | 136–177     | 136–177     | 136–177     | 136–177     | 136–177     | 136–177     | 136–177     | 136–177     | 136–177     | 136–177     | 136–177     | 136–177     | 136–177     | 136–177     | 136–177     | 136–177     | 136–177     | 136–177     | 136–177     | 136–177     |             |             |             |             |             |             |             |             |             |             |             |             |             |             |             |             |             |             |             |             |
| Cliff Lewis (S 7–9)      |           |           |           |           |           |           |           |           |           |           |           |           |           |           |           |           |           |           |           |           |           |           |           |           |           |           |           |           |           |           |           |           |           |           |           |           |           |           |           |           |           |           |           |           |           |           |           |           |           |           |           |           |           |           |           |           |           |           |           |           |           |           |           |           |           |           |           |           |           |           |           |           |           |           |           |           |           |           |           |           |            |            |            |            |            |            |            |            |            |            |            |            |            |            |            |            |            |            |            |            |             |             |             |             |             |             |             |             |             |             |             |             |             |             |             |             |             |             |             |             | 138–195     | 138–195     | 138–195     | 138–195     | 138–195     | 138–195     | 138–195     | 138–195     | 138–195     | 138–195     | 138–195     | 138–195     | 138–195     | 138–195     | 138–195     | 138–195     | 138–195     | 138–195     | 138–195     | 138–195     | 138–195     | 138–195     | 138–195     | 138–195     | 138–195     | 138–195     | 138–195     | 138–195     | 138–195     | 138–195     | 138–195     | 138–195     | 138–195     | 138–195     | 138–195     | 138–195     | 138–195     | 138–195     | 138–195     | 138–195     | 138–195     | 138–195     | 138–195     | 138–195     | 138–195     | 138–195     | 138–195     | 138–195     | 138–195     | 138–195     | 138–195     | 138–195     | 138–195     | 138–195     | 138–195     | 138–195     | 138–195     | 138–195     | 138–195     | 138–195     |
| Billy Lewis (S 7–9)      |           |           |           |           |           |           |           |           |           |           |           |           |           |           |           |           |           |           |           |           |           |           |           |           |           |           |           |           |           |           |           |           |           |           |           |           |           |           |           |           |           |           |           |           |           |           |           |           |           |           |           |           |           |           |           |           |           |           |           |           |           |           |           |           |           |           |           |           |           |           |           |           |           |           |           |           |           |           |           |           |            |            |            |            |            |            |            |            |            |            |            |            |            |            |            |            |            |            |            |            |             |             |             |             |             |             |             |             |             |             |             |             |             |             |             |             |             |             |             |             | 138–195     | 138–195     | 138–195     | 138–195     | 138–195     | 138–195     | 138–195     | 138–195     | 138–195     | 138–195     | 138–195     | 138–195     | 138–195     | 138–195     | 138–195     | 138–195     | 138–195     | 138–195     | 138–195     | 138–195     | 138–195     | 138–195     | 138–195     | 138–195     | 138–195     | 138–195     | 138–195     | 138–195     | 138–195     | 138–195     | 138–195     | 138–195     | 138–195     | 138–195     | 138–195     | 138–195     | 138–195     | 138–195     | 138–195     | 138–195     | 138–195     | 138–195     | 138–195     | 138–195     | 138–195     | 138–195     | 138–195     | 138–195     | 138–195     | 138–195     | 138–195     | 138–195     | 138–195     | 138–195     | 138–195     | 138–195     | 138–195     | 138–195     | 138–195     | 138–195     |
| Jerri Stone (S 9)        |           |           |           |           |           |           |           |           |           |           |           |           |           |           |           |           |           |           |           |           |           |           |           |           |           |           |           |           |           |           |           |           |           |           |           |           |           |           |           |           |           |           |           |           |           |           |           |           |           |           |           |           |           |           |           |           |           |           |           |           |           |           |           |           |           |           |           |           |           |           |           |           |           |           |           |           |           |           |           |           |            |            |            |            |            |            |            |            |            |            |            |            |            |            |            |            |            |            |            |            |             |             |             |             |             |             |             |             |             |             |             |             |             |             |             |             |             |             |             |             |             |             |             |             |             |             |             |             |             |             |             |             |             |             |             |             |             |             |             |             |             |             |             |             |             |             |             |             |             |             |             |             |             |             |             |             |             |             |             |             | 178–195     | 178–195     | 178–195     | 178–195     | 178–195     | 178–195     | 178–195     | 178–195     | 178–195     | 178–195     | 178–195     | 178–195     | 178–195     | 178–195     | 178–195     | 178–195     | 178–195     | 178–195     | 178–195     | 178–195     |
| Lt. Bob Brooks (S 1–4)   | 01–93     | 01–93     | 01–93     | 01–93     | 01–93     | 01–93     | 01–93     | 01–93     | 01–93     | 01–93     | 01–93     | 01–93     | 01–93     | 01–93     | 01–93     | 01–93     | 01–93     | 01–93     | 01–93     | 01–93     | 01–93     | 01–93     | 01–93     | 01–93     | 01–93     | 01–93     | 01–93     | 01–93     | 01–93     | 01–93     | 01–93     | 01–93     | 01–93     | 01–93     | 01–93     | 01–93     | 01–93     | 01–93     | 01–93     | 01–93     | 01–93     | 01–93     | 01–93     | 01–93     | 01–93     | 01–93     | 01–93     | 01–93     | 01–93     | 01–93     | 01–93     | 01–93     | 01–93     | 01–93     | 01–93     | 01–93     | 01–93     | 01–93     | 01–93     | 01–93     | 01–93     | 01–93     | 01–93     | 01–93     | 01–93     | 01–93     | 01–93     | 01–93     | 01–93     | 01–93     | 01–93     | 01–93     | 01–93     | 01–93     | 01–93     | 01–93     | 01–93     | 01–93     | 01–93     | 01–93     |            |            |            |            |            |            |            |            |            |            |            |            |            |            |            |            |            |            |            |            |             |             |             |             |             |             |             |             |             |             |             |             |             |             |             |             |             |             |             |             |             |             |             |             |             |             |             |             |             |             |             |             |             |             |             |             |             |             |             |             |             |             |             |             |             |             |             |             |             |             |             |             |             |             |             |             |             |             |             |             |             |             |             |             |             |             |             |             |             |             |             |             |             |             |             |             |             |             |             |             |
| Lloyd Burgess (S 1–4)    | 01–93     | 01–93     | 01–93     | 01–93     | 01–93     | 01–93     | 01–93     | 01–93     | 01–93     | 01–93     | 01–93     | 01–93     | 01–93     | 01–93     | 01–93     | 01–93     | 01–93     | 01–93     | 01–93     | 01–93     | 01–93     | 01–93     | 01–93     | 01–93     | 01–93     | 01–93     | 01–93     | 01–93     | 01–93     | 01–93     | 01–93     | 01–93     | 01–93     | 01–93     | 01–93     | 01–93     | 01–93     | 01–93     | 01–93     | 01–93     | 01–93     | 01–93     | 01–93     | 01–93     | 01–93     | 01–93     | 01–93     | 01–93     | 01–93     | 01–93     | 01–93     | 01–93     | 01–93     | 01–93     | 01–93     | 01–93     | 01–93     | 01–93     | 01–93     | 01–93     | 01–93     | 01–93     | 01–93     | 01–93     | 01–93     | 01–93     | 01–93     | 01–93     | 01–93     | 01–93     | 01–93     | 01–93     | 01–93     | 01–93     | 01–93     | 01–93     | 01–93     | 01–93     | 01–93     | 01–93     |            |            |            |            |            |            |            |            |            |            |            |            |            |            |            |            |            |            |            |            |             |             |             |             |             |             |             |             |             |             |             |             |             |             |             |             |             |             |             |             |             |             |             |             |             |             |             |             |             |             |             |             |             |             |             |             |             |             |             |             |             |             |             |             |             |             |             |             |             |             |             |             |             |             |             |             |             |             |             |             |             |             |             |             |             |             |             |             |             |             |             |             |             |             |             |             |             |             |             |             |
| Richter Cooksey (S 1–4)  | 01–93     | 01–93     | 01–93     | 01–93     | 01–93     | 01–93     | 01–93     | 01–93     | 01–93     | 01–93     | 01–93     | 01–93     | 01–93     | 01–93     | 01–93     | 01–93     | 01–93     | 01–93     | 01–93     | 01–93     | 01–93     | 01–93     | 01–93     | 01–93     | 01–93     | 01–93     | 01–93     | 01–93     | 01–93     | 01–93     | 01–93     | 01–93     | 01–93     | 01–93     | 01–93     | 01–93     | 01–93     | 01–93     | 01–93     | 01–93     | 01–93     | 01–93     | 01–93     | 01–93     | 01–93     | 01–93     | 01–93     | 01–93     | 01–93     | 01–93     | 01–93     | 01–93     | 01–93     | 01–93     | 01–93     | 01–93     | 01–93     | 01–93     | 01–93     | 01–93     | 01–93     | 01–93     | 01–93     | 01–93     | 01–93     | 01–93     | 01–93     | 01–93     | 01–93     | 01–93     | 01–93     | 01–93     | 01–93     | 01–93     | 01–93     | 01–93     | 01–93     | 01–93     | 01–93     | 01–93     |            |            |            |            |            |            |            |            |            |            |            |            |            |            |            |            |            |            |            |            |             |             |             |             |             |             |             |             |             |             |             |             |             |             |             |             |             |             |             |             |             |             |             |             |             |             |             |             |             |             |             |             |             |             |             |             |             |             |             |             |             |             |             |             |             |             |             |             |             |             |             |             |             |             |             |             |             |             |             |             |             |             |             |             |             |             |             |             |             |             |             |             |             |             |             |             |             |             |             |             |

## Synchronisation
Die deutsche Synchronisation entstand im Auftrag der Arena Synchron.
Die ersten 4 Staffeln (bis Episode 15) wurden zwischen 1988 und 1991 im ZDF in loser Reihenfolge erstmals gezeigt. Für die Dialogregie sowie das deutsche Dialogbuch waren Gerhard Vorkamp und Klaus von Wahl zuständig. 
1993 wechselte die Serie zu ProSieben und Erik Paulsen zeichnete von nun an für die deutsche Fassung verantwortlich.
| Rolle                          | Darsteller                                     | Sprecher                                                                                        |
| ------------------------------ | ---------------------------------------------- | ----------------------------------------------------------------------------------------------- |
| Ben Matlock                    | Andy Griffith                                  | Eric Vaessen                                                                                    |
| Charlene Matlock (Staffel 1)   | Lori Lethin (Ep. 1 u. 2) Linda Purl (ab Ep. 3) | Ulrike Möckel (Ep. 1 u. 2) Bettina Spier (ab Ep. 3)                                             |
| Tyler Hudson (Staffel 1–3)     | Kene Holliday                                  | Rüdiger Joswig                                                                                  |
| Julie March (Staffel 1–7)      | Julie Sommars                                  | Kerstin Sanders-Dornseif                                                                        |
| Cassie Phillips (Staffel 2–7)  | Kari Lizer                                     | Katharina Gräfe                                                                                 |
| Michelle Thomas (Staffel 2–6)  | Nancy Stafford                                 | Karin Buchholz                                                                                  |
| Les Calhoun (Staffel 3–6)      | Don Knotts                                     | Wolfgang Gruner (Staffel 3) Harry Wüstenhagen (Staffel 4–6)                                     |
| Conrad McMasters (Staffel 4–7) | Clarence Gilyard junior                        | Till Hagen                                                                                      |
| Leanne McIntyre (Staffel 6–8)  | Brynn Thayer                                   | Liane Rudolph                                                                                   |
| Cliff Lewis (Staffel 7–9)      | Daniel Roebuck                                 | Manuel Vaessen                                                                                  |
| Billy Lewis (Staffel 7–9)      | Warren Frost                                   | Achim Petry (Staffel 6, Ep. 1) Joachim Nottke (Staffel 7–8) Friedrich G. Beckhaus (Staffel 8–9) |
| Jerri Stone (Staffel 9)        | Carol Huston                                   | Sabine Walkenbach                                                                               |
| Lt. Bob Brooks (Staffel 1–4)   | David Froman                                   | Jörg Döring                                                                                     |
| Lloyd Burgess (Staffel 1–4)    | Michael Durrell                                | Eberhard Prüter Norbert Schwarz (Staffel 3, Ep. 17)                                             |
| Richter Cooksey (Staffel 1–4)  | Richard Newton                                 | Gerd Holtenau (Staffel 1, Ep. 3) Jochen Schröder Hans Nitschke                                  |

## Verschiedenes
- Matlock findet auch in der US-amerikanischen Zeichentrickserie Die Simpsons regelmäßig Erwähnung. Es handelt sich hier um die Lieblingsserie der älteren Bewohner, vornehmlich des Altenheims, die häufig lauthals nach Matlock verlangen.
- Auch der pensionierte Vater von David Robbins ruft in der Serie Retired at 35 in Folge 3 der 1. Staffel nach Matlock, nachdem er aus dem Schlaf gerissen wird.
- Diese stereotype Beliebtheit von Matlock unter Senioren wird ebenso in der Serie Better Call Saul thematisiert. Der verkrachte Anwalt James McGill studiert das Auftreten Matlocks vor Gericht en detail, um anschließend in dem Matlock-Anzug unter Senioren für sich zu werben.
- Matlock soll auf dem real existierenden amerikanischen Anwalt „Big“ Ben Baker basieren.
- Im Musikvideo Waitin’ on a Woman von US-Countrysänger Brad Paisley spielt er ebenfalls eine Rolle.
- In Folge 3 Der Fall Addison übernimmt Dick Van Dyke den Part eines mörderischen Richters. Später – in einem Crossover der beiden Serien Matlock und Diagnose: Mord – spielt er den Arzt Dr. Mark Sloan, einen Freund Ben Matlocks.
- Daniel Roebuck spielt in der Folge 1.25 den Arzt Dr. Bobby Shaw und in den Folgen 3.02, 3.03 und 3.20 den mit Ben Matlock befreundeten Rechtsanwalt Alex Winthrop. Später wird er in der Rolle des Cliff Lewis in der 7. bis 9. Staffel der feste Kollege und Anwaltspartner von Ben Matlock.

## Episodenliste
| Episode   | Deutscher Titel                                                   | Originaltitel                                      |
| --------- | ----------------------------------------------------------------- | -------------------------------------------------- |
| 01 (1-01) | Tagebuch eines perfekten Mordes (Teil 1) (Pilotfolge)             | Diary of a Perfect Murder: Part 1                  |
| 02 (1-02) | Tagebuch eines perfekten Mordes (Teil 2)                          | Diary of a Perfect Murder: Part 2                  |
| 03 (1-03) | Der Fall Addison                                                  | The Judge                                          |
| 04 (1-04) | Diese Episode wurde nicht synchronisiert.                         | The Stripper                                       |
| 05 (1-05) | Das Racheopfer                                                    | The Affair                                         |
| 06 (1-06) | Diese Episode wurde nicht synchronisiert.                         | The Seduction                                      |
| 07 (1-07) | Auf Ehre und Gewissen – Der Hinterhalt (Teil 1)                   | The Don: Part 1                                    |
| 08 (1-08) | Auf Ehre und Gewissen – Die Familienfehde (Teil 2)                | The Don: Part 2                                    |
| 09 (1-09) | Blutsverwandte                                                    | The Sisters                                        |
| 10 (1-10) | Das schwarze Schaf                                                | The Cop                                            |
| 11 (1-11) | Die Königin der Nacht                                             | The Angel                                          |
| 12 (1-12) | In die Falle gegangen                                             | The Professor                                      |
| 13 (1-13) | Hinter der Maske des Weihnachtsmannes                             | Santa Claus                                        |
| 14 (1-14) | Das Mordmenü                                                      | The Chef                                           |
| 15 (1-15) | Gefährliche Enthüllungen                                          | The Author                                         |
| 16 (1-16) | Vier Freunde und ein Mord                                         | The Rat Pack                                       |
| 17 (1-17) | Die tödliche Injektion (erster Auftritt von Julie March)          | The Nurse                                          |
| 18 (1-18) | Der Wiederholungstäter                                            | The Convict                                        |
| 19 (1-19) | Und nichts als die Wahrheit – Mord im Casino (Teil 1)             | The Court Martial: Part 1                          |
| 20 (1-20) | Und nichts als die Wahrheit – Der letzte Stein im Mosaik (Teil 2) | The Court Martial: Part 2                          |
| 21 (1-21) | Diese Episode wurde nicht synchronisiert.                         | The Therapist (erster Auftritt von Cassie Philips) |
| 22 (1-22) | Mit dem Kopf in der Schlinge                                      | The People vs. Matlock                             |
| 23 (1-23) | Das magische Auge                                                 | The Photographer                                   |
| 24 (1-24) | Das Komplott                                                      | The Reporter                                       |
| 25 (1-25) | Der Mörder mit dem weißen Kittel                                  | The Doctors                                        |

| Episode   | Deutscher Titel | Originaltitel             |
| --------- | --- | ------------------------- |
| 26 (2-01) | Der Tod eines Gentlemen (Teil 1) (erster Auftritt von Michelle Thomas. Diese Doppelfolge wurde ursprünglich als eine Episode gezeigt.) | The Billionaire: Part 1   |
| 27 (2-02) | Der Tod eines Gentlemen (Teil 2) (diese Doppelfolge wurde ursprünglich als eine Episode gezeigt.)                                      | The Billionaire: Part 2   |
| 28 (2-03) | Im Schutz der Dunkelheit | Blind Justice             |
| 29 (2-04) | Rivalen im Ring | The Annihilator           |
| 30 (2-05) | Bis daß der Tod uns scheidet | The Husband               |
| 31 (2-06) | Besessene der Macht – Die Verschwörung (Teil 1)                                                                                        | The Power Brokers: Part 1 |
| 32 (2-07) | Besessene der Macht – Der Kreis schließt sich (Teil 2)                                                                                 | The Power Brokers: Part 2 |
| 33 (2-08) | Diese Episode wurde nicht synchronisiert.                                                                                              | The Network               |
| 34 (2-09) | Der Freundschaftsdienst | The Best Friend           |
| 35 (2-10) | Als Zugabe Mord | The Country Boy           |
| 36 (2-11) | Der stumme Zeuge | The Gift                  |
| 37 (2-12) | Das Unglücksspiel | The Gambler               |
| 38 (2-13) | Das letzte Training | The Body                  |
| 39 (2-14) | Tödliches Wiedersehen | The Reunion               |
| 40 (2-15) | Der Tanz am Abgrund | The Gigolo                |
| 41 (2-16) | Tod dem Unparteiischen | The Umpire                |
| 42 (2-17) | Die Akte Gentry – Tod nach Dienstschluß (Teil 1)                                                                                       | The Investigation: Part 1 |
| 43 (2-18) | Die Akte Gentry – Der Bandenkrieg (Teil 2)                                                                                             | The Investigation: Part 2 |
| 44 (2-19) | Vor aller Augen | The Hucksters             |
| 45 (2-20) | Verabredung mit einer Toten | The Lovelorn              |
| 46 (2-21) | Hinter verschlossenen Türen | The Genius                |
| 47 (2-22) | Der Mördertrick | The Magician              |
| 48 (2-23) | Ein Toter im Hafen | The Fisherman             |
| 49 (2-24) | Die Stimme aus dem Jenseits | The Heiress               |

| Episode   | Deutscher Titel                                      | Originaltitel           |
| --------- | ---------------------------------------------------- | ----------------------- |
| 50 (3-01) | Der Mordwagen                                        | The Lemon               |
| 51 (3-02) | Ein Mord in besten Kreisen – Der Lockruf (Teil 1)    | The Ambassador – Part 1 |
| 52 (3-03) | Ein Mord in besten Kreisen – Blutige Spuren (Teil 2) | The Ambassador – Part 2 |
| 53 (3-04) | Eine Augenzeugin verschwindet                        | The Mistress            |
| 54 (3-05) | Mörder am Mikrophon                                  | The D.J.                |
| 55 (3-06) | Im Zeichen der Rache                                 | The Captain             |
| 56 (3-07) | Der Rächer                                           | The Vendetta            |
| 57 (3-08) | Mordsache Borelli – Das Attentat (Teil 1)            | The Mayor: Part 1       |
| 58 (3-09) | Mordsache Borelli – Der Auftraggeber (Teil 2)        | The Mayor: Part 2       |
| 59 (3-10) | Die schwarze Witwe                                   | The Black Widow         |
| 60 (3-11) | Die Frau im Dunkel                                   | The Other Woman         |
| 61 (3-12) | Der Preis der Schönheit                              | The Starlet             |
| 62 (3-13) | Tödliche Vision                                      | The Psychic             |
| 63 (3-14) | Auf Heller und Pfennig – Das Erpresserfoto (Teil 1)  | The Thief: Part 1       |
| 64 (3-15) | Auf Heller und Pfennig – Des Rätsels Lösung (Teil 2) | The Thief: Part 2       |
| 65 (3-16) | Das Pferdegrab                                       | The Thoroughbred        |
| 66 (3-17) | Der Tod eines Fotomodells                            | The Model               |
| 67 (3-18) | Das Gesicht im Park                                  | The Cult                |
| 68 (3-19) | Die Todesmelodie                                     | The Blues Singer        |
| 69 (3-20) | Die Beichte                                          | The Priest              |

| Episode   | Deutscher Titel                                         | Originaltitel             |
| --------- | ------------------------------------------------------- | ------------------------- |
| 70 (4-01) | Es geschah in einer kleinen Stadt (Teil 1)              | The Hunting Party: Part 1 |
| 71 (4-02) | Es geschah in einer kleinen Stadt (Teil 2)              | The Hunting Party: Part 2 |
| 72 (4-03) | Das Flammenopfer                                        | The Good Boy              |
| 73 (4-04) | Manuskript eines Mordes                                 | The Best Seller           |
| 74 (4-05) | Der Schreibtischmörder                                  | The Ex                    |
| 75 (4-06) | Der Tod eines Clowns                                    | The Clown                 |
| 76 (4-07) | Vor laufender Kamera                                    | The Star                  |
| 77 (4-08) | Wer zweimal stirbt                                      | The Con Man               |
| 78 (4-09) | Prozeß hinter Gittern – Die Revolte (Teil 1)            | The Prisoner: Part 1      |
| 79 (4-10) | Prozeß hinter Gittern – Die Überführung (Teil 2)        | The Prisoner: Part 2      |
| 80 (4-11) | Auf der Flucht                                          | The Fugitive              |
| 81 (4-12) | Auf den Spuren der Vergangenheit                        | The Buddies               |
| 82 (4-13) | Der Mörder kommt nach Ladenschluß                       | The Scrooge               |
| 83 (4-14) | Doppeltes Spiel                                         | The Witness               |
| 84 (4-15) | Ein Mord im Seminar                                     | The Student               |
| 85 (4-16) | Die Mörderin im Monitor                                 | The Talk Show             |
| 86 (4-17) | Der Gefesselte                                          | The Victim                |
| 87 (4-18) | Die Entführung                                          | The Kidnapper             |
| 88 (4-19) | Der Doppelfehler                                        | The Pro                   |
| 89 (4-20) | Plädoyer für einen Anwalt – Der Freispruch (Teil 1)     | The Informer: Part 1      |
| 90 (4-21) | Plädoyer für einen Anwalt – Die Schlüsselfigur (Teil 2) | The Informer: Part 2      |
| 91 (4-22) | Im letzten Augenblick                                   | The D.A.                  |
| 92 (4-23) | Mit spitzer Feder                                       | The Blackmailer           |
| 93 (4-24) | Der Haselnussmord                                       | The Cookie Monster        |

| Episode    | Deutscher Titel                                           | Originaltitel           |
| ---------- | --------------------------------------------------------- | ----------------------- |
| 94 (5-01)  | Verschworene Gemeinschaft                                 | The Mother              |
| 95 (5-02)  | Der Mord an Richter Price: Die Falle schnappt zu (Teil 1) | Nowhere To Turn: Part 1 |
| 96 (5-03)  | Der Mord an Richter Price: Alte Kameraden (Teil 2)        | Nowhere To Turn: Part 2 |
| 97 (5-04)  | Der letzte Kunde                                          | The Madam               |
| 98 (5-05)  | Der Büchernarr                                            | The Personal Trainer    |
| 99 (5-06)  | Die Unterschlagung                                        | The Narc                |
| 100 (5-07) | Das Geheimnis (Teil 1)                                    | The Secret: Part 1      |
| 101 (5-08) | Das Geheimnis (Teil 2)                                    | The Secret: Part 2      |
| 102 (5-09) | Das zweite Gesicht                                        | The Brothers            |
| 103 (5-10) | Der Fototermin                                            | The Cover Girl          |
| 104 (5-11) | Der Motorradmord                                          | The Biker               |
| 105 (5-12) | Freispruch für einen Toten                                | The Broker              |
| 106 (5-13) | Mit harten Bandagen                                       | The Fighter             |
| 107 (5-14) | Der Verriss                                               | The Critic              |
| 108 (5-15) | Widerruf mit Todesfolge                                   | The Parents             |
| 109 (5-16) | Der Mann des Jahres                                       | The Man Of The Year     |
| 110 (5-17) | Der Brandstifter                                          | The Arsonist            |
| 111 (5-18) | Die Todesformel                                           | The Formula             |
| 112 (5-19) | Im Namen des Volkes – Die Korruptionsaffäre (Teil 1)      | The Trial: Part 1       |
| 113 (5-20) | Im Namen des Volkes – Das Verhängnis (Teil 2)             | The Trial: Part 2       |
| 114 (5-21) | Ein Mord mit Brief und Siegel                             | The Accident            |
| 115 (5-22) | Die ungeschminkte Wahrheit                                | The Celebrity           |

| Episode    | Deutscher Titel                        | Originaltitel                |
| ---------- | -------------------------------------- | ---------------------------- |
| 116 (6-01) | Der verschwundene Tote (Teil 1)        | The Witness Killings: Part 1 |
| 117 (6-02) | Der verschwundene Tote (Teil 2)        | The Witness Killings: Part 2 |
| 118 (6-03) | Das Zeichen auf der Stirn              | The Strangler                |
| 119 (6-04) | Der Alptraum                           | The Nightmare                |
| 120 (6-05) | Das Seminar der Frauen                 | The Marriage Counselor       |
| 121 (6-06) | Die skrupellose Komplizin              | The Dame                     |
| 122 (6-07) | Die Frauen des Mr. Windemeyer (Teil 1) | The Suspect: Part 1          |
| 123 (6-08) | Die Frauen des Mr. Windemeyer (Teil 2) | The Suspect: Part 2          |
| 124 (6-09) | Morddrohung und Verteidigung           | The Defense                  |
| 125 (6-10) | Das Frage- und Antwortspiel            | The Game Show                |
| 126 (6-11) | Ein Motiv hat jeder                    | The Foursome                 |
| 127 (6-12) | Die Fotomontage (Teil 1)               | The Picture: Part 1          |
| 128 (6-13) | Die Fotomontage (Teil 2)               | The Picture: Part 2          |
| 129 (6-14) | Die Überführung des Opfers (Teil 1)    | The Outcast: Part 1          |
| 130 (6-15) | Die Überführung des Opfers (Teil 2)    | The Outcast: Part 2          |
| 131 (6-16) | Alibi per Video                        | The Big Payoff               |
| 132 (6-17) | 16 Uhr – 'Rose Ballou'                 | The Abduction                |
| 133 (6-18) | Jimmy und das Schockgerät              | Mr. Awesome                  |
| 134 (6-19) | Der Mord, der nie geschah (Teil 1)     | The Evening News: Part 1     |
| 135 (6-20) | Der Mord, der nie geschah (Teil 2)     | The Evening News: Part 2     |
| 136 (6-21) | Das Porno-Attentat (Teil 1)            | The Assassination: Part 1    |
| 137 (6-22) | Das Porno-Attentat (Teil 2)            | The Assassination: Part 2    |

| Episode    | Deutscher Titel                   | Originaltitel            |
| ---------- | --------------------------------- | ------------------------ |
| 138 (7-01) | Hotel der Toten (Teil 1)          | The Vacation: Part 1     |
| 139 (7-02) | Hotel der Toten (Teil 2)          | The Vacation: Part 2     |
| 140 (7-03) | Ein schreckliches Erbe (Teil 1)   | The Legacy: Part 1       |
| 141 (7-04) | Ein schreckliches Erbe (Teil 2)   | The Legacy: Part 2       |
| 142 (7-05) | Ein Geist namens Mike             | The Ghost                |
| 143 (7-06) | Perfekter Mord                    | The Class                |
| 144 (7-07) | Warum starb K.C. West?            | The Singer               |
| 145 (7-08) | Fluch des Geldes                  | The Mark                 |
| 146 (7-09) | Der Geschworene                   | The Juror                |
| 147 (7-10) | Mr. Estes Vermögen (Teil 1)       | The Fortune: Part 1      |
| 148 (7-11) | Mr. Estes Vermögen (Teil 2)       | The Fortune: Part 2      |
| 149 (7-12) | Das Strafmandat                   | The Debt                 |
| 150 (7-13) | Raffinierte Revanche              | The Revenge              |
| 151 (7-14) | Der geheimnisvolle Notausgang     | The Obsession            |
| 152 (7-15) | Scheidung besonderer Art          | The Divorce              |
| 153 (7-17) | Komplott außer Kontrolle (Teil 1) | The Final Affair: Part 1 |
| 154 (7-17) | Komplott außer Kontrolle (Teil 2) | The Final Affair: Part 2 |
| 155 (7-18) | Ihr letzter Wettbewerb            | The Competition          |

| Episode    | Deutscher Titel                    | Originaltitel                  |
| ---------- | ---------------------------------- | ------------------------------ |
| 156 (8-01) | Die Erpressung                     | The Play                       |
| 157 (8-02) | Fataler Flirt (Teil 1)             | The Fatal Seduction: Part 1    |
| 158 (8-03) | Fataler Flirt (Teil 2)             | The Fatal Seduction: Part 2    |
| 159 (8-04) | Sein erster Mandant                | The Diner                      |
| 160 (8-05) | Eine merkwürdige Beobachtung       | The View                       |
| 161 (8-06) | Ein Abend mit Harvey               | The Last Laugh                 |
| 162 (8-07) | Zum Tode verurteilt                | The Capital Offense            |
| 163 (8-08) | Aus Gier und Eitelkeit (Teil 1)    | The Haunted: Part 1            |
| 164 (8-09) | Aus Gier und Eitelkeit (Teil 2)    | The Haunted: Part 2            |
| 165 (8-10) | Ein unwahrscheinlicher Zufall      | The Conspiracy                 |
| 166 (8-11) | Sein größter Alptraum              | Matlock’s Bad, Bad, Bad, Dream |
| 167 (8-12) | Geliebter Angeklagter              | The Defendant                  |
| 168 (8-13) | Die Entführungsopfer (Teil 1)      | The Kidnapping: Part 1         |
| 169 (8-14) | Die Entführungsopfer (Teil 2)      | The Kidnapping: Part 2         |
| 170 (8-15) | Die große Versuchung               | The Temptation                 |
| 171 (8-16) | Wer tötete Tom P.?                 | The Crook                      |
| 172 (8-17) | Das makabere Mörderspiel           | The Murder Game                |
| 173 (8-18) | Der Fall Oda                       | Brennen                        |
| 174 (8-19) | Der Stardetektiv                   | The P.I.                       |
| 175 (8-20) | Der Hochzeitsmord                  | The Godfather                  |
| 176 (8-21) | Der verhasste Mr. Haskins (Teil 1) | The Idol: Part 1               |
| 177 (8-22) | Der verhasste Mr. Haskins (Teil 2) | The Idol: Part 2               |

| Episode    | Deutscher Titel                          | Originaltitel       |
| ---------- | ---------------------------------------- | ------------------- |
| 178 (9-01) | Die Lügen der Angeklagten (Teil 1)       | The Accused: Part 1 |
| 179 (9-02) | Die Lügen der Angeklagten (Teil 2)       | The Accused: Part 2 |
| 180 (9-03) | Sexuelle Belästigung                     | The Scandal         |
| 181 (9-04) | Der wohltätige Millionär                 | The Dare            |
| 182 (9-05) | Der Presseskandal                        | The Tabloid         |
| 183 (9-06) | Die letzte Warnung                       | The Coach           |
| 184 (9-07) | Video-Bekanntschaften                    | The Dating Game     |
| 185 (9-08) | Das Geständnis                           | The Confession      |
| 186 (9-09) | Bei Sendepause – Mord                    | Dead Air            |
| 187 (9-10) | Dem Verderben entronnen                  | The Getaway         |
| 188 (9-11) | Wie lautet das Urteil?                   | The Verdict         |
| 189 (9-12) | Der ermordete Chirurg                    | The Deadly Dose     |
| 190 (9-13) | Eine Bombe für Ben                       | The Target          |
| 191 (9-14) | Der mysteriöse Überfall                  | The Assault         |
| 192 (9-15) | Ein gefährlicher Coup (Teil 1)           | The Heist Part: 1   |
| 193 (9-16) | Ein gefährlicher Coup (Teil 2)           | The Heist Part: 2   |
| 194 (9-17) | Der Multi-Millionen-Dollar-Mord (Teil 1) | The Scam: Part 1    |
| 195 (9-18) | Der Multi-Millionen-Dollar-Mord (Teil 2) | The Scam: Part 2    |